# Gindelalmschneid
Die Gindelalmschneid ist ein 1335 m ü. NHN hoher Berg in den Schlierseer Bergen im Mangfallgebirge in den Bayerischen Voralpen. Der Gipfel liegt östlich des Tegernsees und westlich des Schliersees auf dem Kamm, der von der Neureuth nach Osten zieht. Von der Neureuth ist er auf einfachen Wegen in rund 45 Minuten zu erreichen. Alternativ kann man die Gindelalmschneid von Schliersee über die Gindelalm (drei bewirtschaftete Almhütten unterhalb des Gipfels) oder von Hausham über den Huberspitz und schließlich die Gindelalm besteigen.
Über den Gindelalmschneid verläuft der Prinzenweg zwischen Tegernsee und Schliersee.

## Galerie

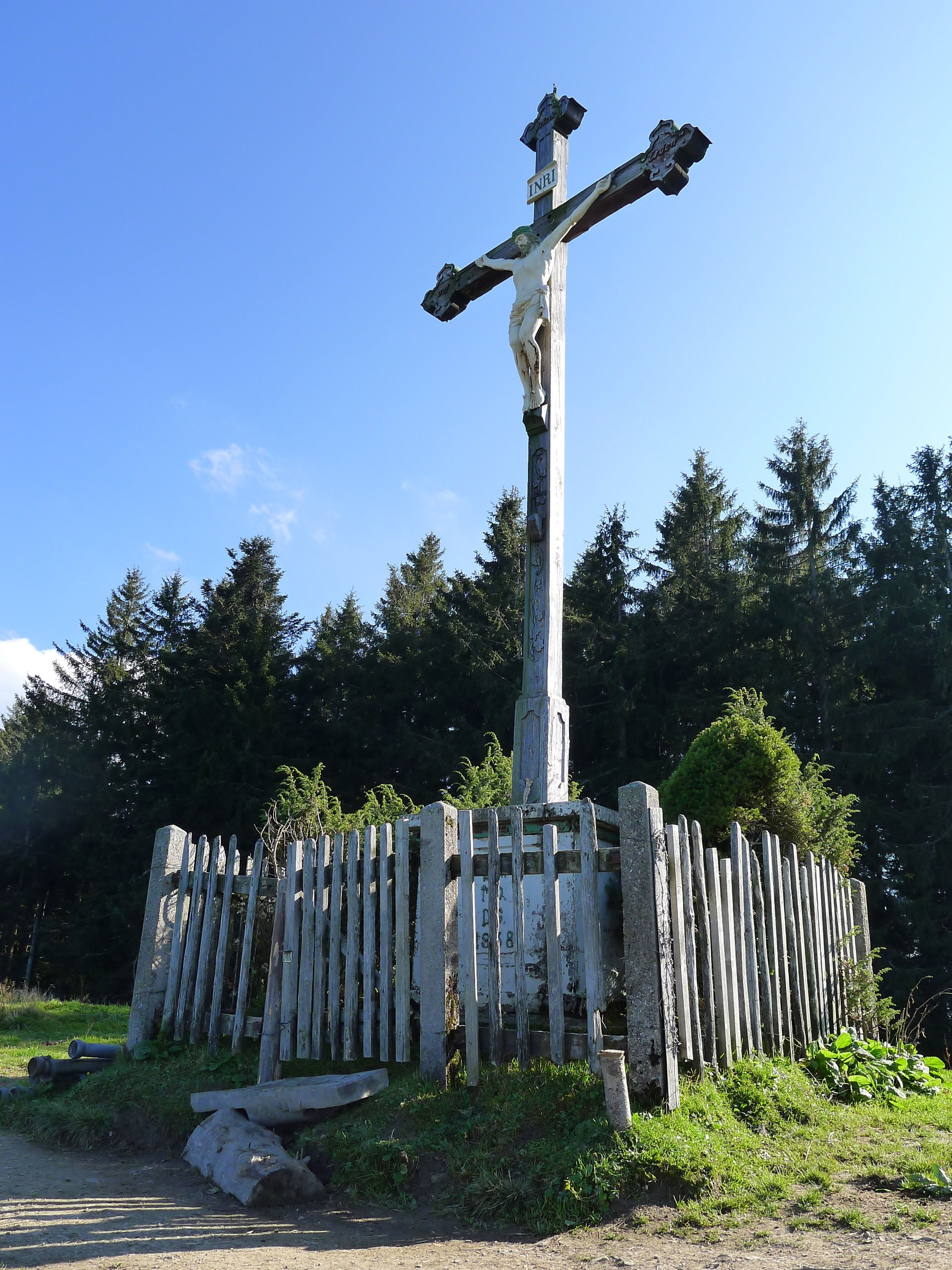
Gipfelkreuz Gindelalmschneid.
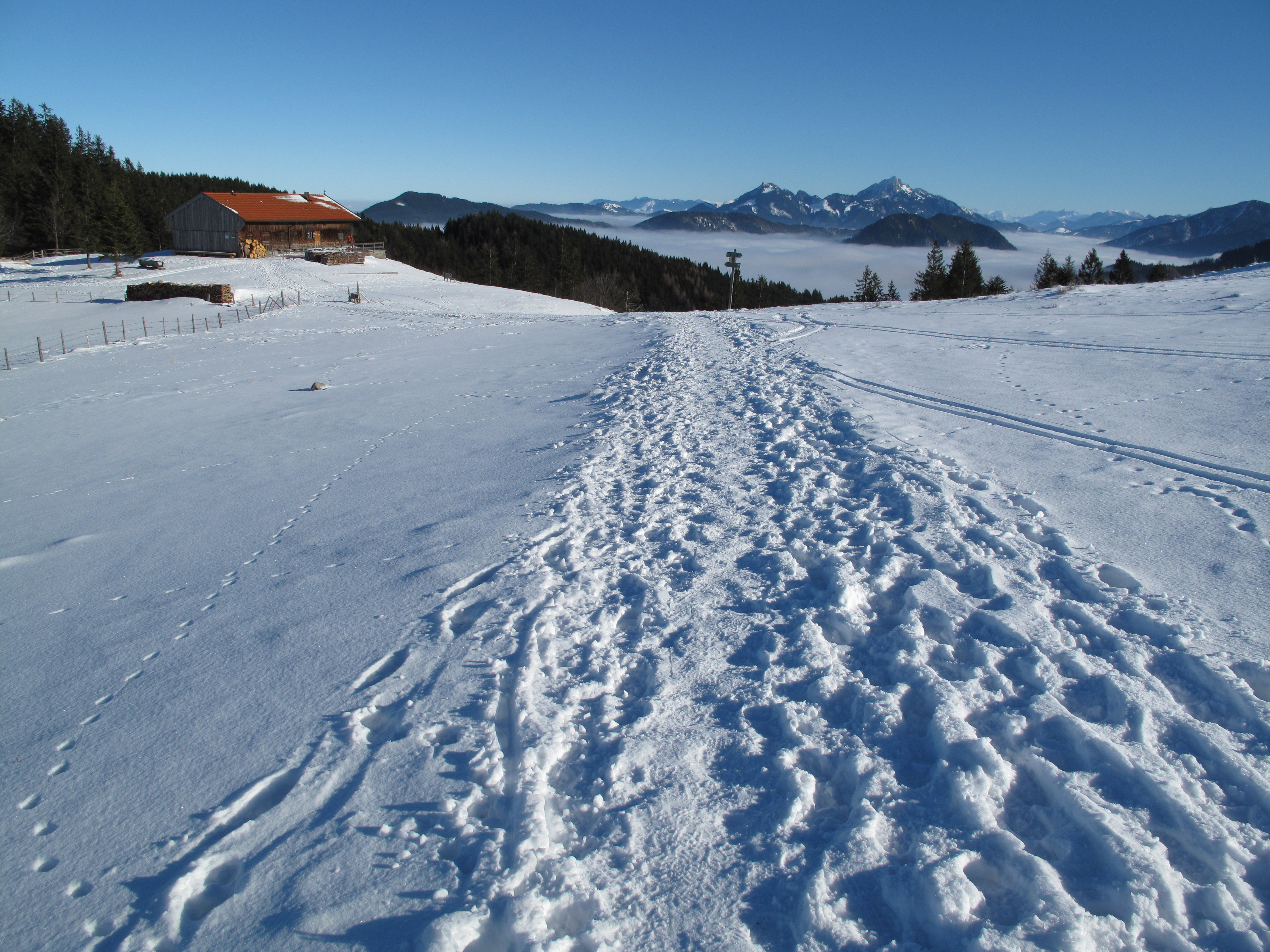
Gindelalm, im Hintergrund der Wendelstein
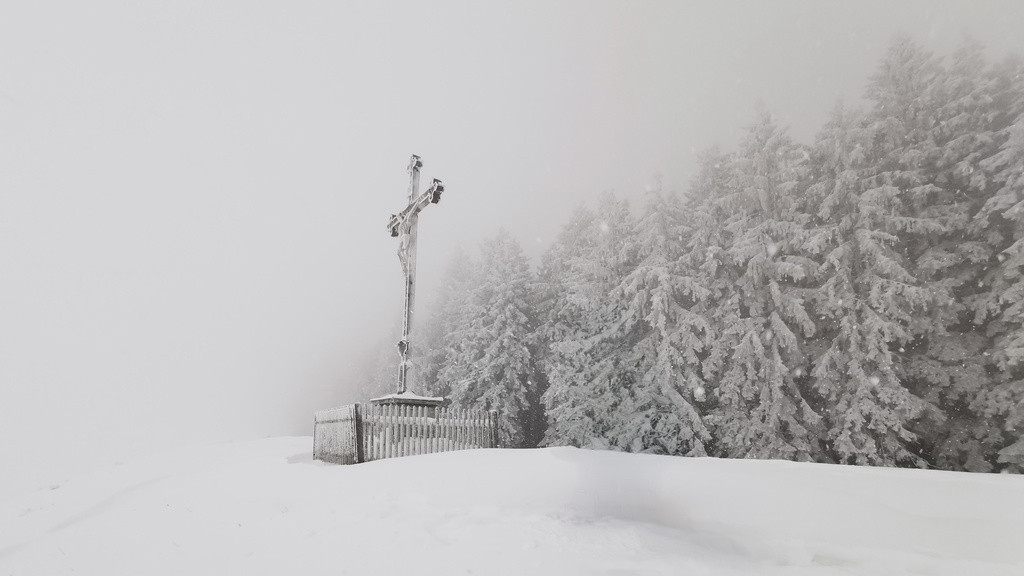
Gindelalmschneid im Winter